# Студёновка (Семилукский район)
Студёновка — село в  Семилукском районе Воронежской области.
Входит в состав Губарёвского сельского поселения.

## География
Село расположено в вершине балки Озёрный лог.
В нём имеются три улицы — Овражная, Полевая и Родниковая.

## История
Основано как сельцо (хутор) Студёный в начале XIX века.

## Население
| 1859 | 2010 |
| ---- | ---- |
| 376  | ↘28  |